# Edward Bellamy
Edward Bellamy (26 de marzo de 1850 – 22 de mayo de 1898) fue un autor estadounidense y socialista, famoso por su novela utópica, Looking Backward, ambientada en el año 2000. 

## Primeros años
Edward Bellamy nació en Chicopee Falls, Massachusetts. Su padre era Rufus King Bellamy (1816-1886), un ministro baptista y descendiente de Joseph Bellamy. Su madre era Maria Louisa (Putnam) Bellamy, Calvinista. El padre de esta, Benjamin Putnam, también había sido ministro Baptista, pero tuvo que retirarse del ministerio en Salem (Massachusetts), tras las objeciones hechas contra él por ser francmasón. Edward Bellamy tenía dos hermanos mayores, Frederick y Charles. Asistió al Union College de Schenectady, Nueva York, pero no se graduó. Mientras estuvo allí, se unió al Theta Chi Chapter de la Fraternidad Delta Kappa Epsilon. Estudió leyes, pero abandonó la práctica y trabajó brevemente en prensa en Nueva York, escribiendo editoriales para el New York Post y en Springfield (Massachusetts), donde fue editor asociado del Springfield Union. Por motivos de salud abandonó el periodismo, dedicándose a la literatura, escribiendo tanto relatos breves como novelas. Se casó con Emma Augusta Sanderson en 1882. La pareja tuvo dos hijos, Paul (1884) y Marion (1886).
Era primo de Francis Bellamy, famoso por ser el autor del Juramento de Lealtad.
Su obra incluye Dr. Heidenhoff's Process (1880), Miss Ludington's Sister (1884), Equality (1897) y The Duke of Stockbridge (1900). Su sentimiento de injusticia en el sistema económico le llevó a escribir Looking Backward: 2000–1887 y su continuación, Equality.

## Looking Backward
Según Erich Fromm, Looking Backward es "uno de los más notables libros jamás publicados en EE.UU." y en términos de popularidad, era el más famoso después de La cabaña del tío Tom y Ben-Hur a finales del siglo XIX. En la novela "Looking Backward" el protagonista, un hombre de clase alta de 1887, despierta en el año 2000 tras un trance hipnótico, encontrándose en una utopía socialista. La novela influyó en gran número de intelectuales, y aparece por el título en muchos de los principales escritos Marxistas en su día. "Es uno de los pocos libros jamás publicados que crearon un movimiento de masas de carácter político casi inmediatamente después de su aparición.". En Estados Unidos, surgieron "Bellamy Clubs" por todas partes; en ellos se discutían y se propagaban las ideas del libro. Este movimiento político fue conocido como Nacionalismo. Su novela también inspiró varias comunidades utópicas.
Aunque su novela "Looking Backward" es única, Bellamy debe muchos aspectos de su filosofía a un predecesor reformista y autor, Laurence Gronlund, que publicó su tratado "The Cooperative Commonwealth: An Exposition of Modern Socialism" en 1884.
Un relato corto "La Parábola del Depósito de Agua" de su libro Equality, publicado en 1897, fue popular entre ciertos socialistas norteamericanos. Equality tuvo menos éxito que su predecesor Looking Backward. En Equality, continúa el relato de Julian West a medida que éste se adapta a la vida en el futuro.
En Estados Unidos se publicaron varios cientos de novelas utópicas entre 1889 y 1900, debido en parte a la popularidad del libro.

## Fallecimiento
Bellamy falleció en su hogar natal de Chicopee Falls a la edad de 48 años, víctima de tuberculosis.